# 1702
1702. је била проста година.

## Догађаји

### Фебруар
- 1. фебруар — Битка код Кремоне током Рата за шпанско наслеђе између аустријских и француских трупа.

### Март
- 8. март — Вилијам III од Енглеске умире због компликација након пада са коња 20. фебруара; његова свастика, принцеза Ана Стјуарт, постаје краљица Ана од Енглеске, Шкотске и Ирске.

### Октобар
- 14. октобар — Битка код Фридлингена током Рата за шпанско наслеђе. Француска војска извојевала је Пирову победу над восјком Светог римског царства.
- 23. октобар — Шпанска и француска флота доживеле тежак пораз у заливу Виго од англо-низоземске флоте током Рата за шпанско наслеђе.

### Датум непознат
- Википедија:Непознат датум — Устанак Камизара у Француској